# Mikołaj Trzaska/Diskografie

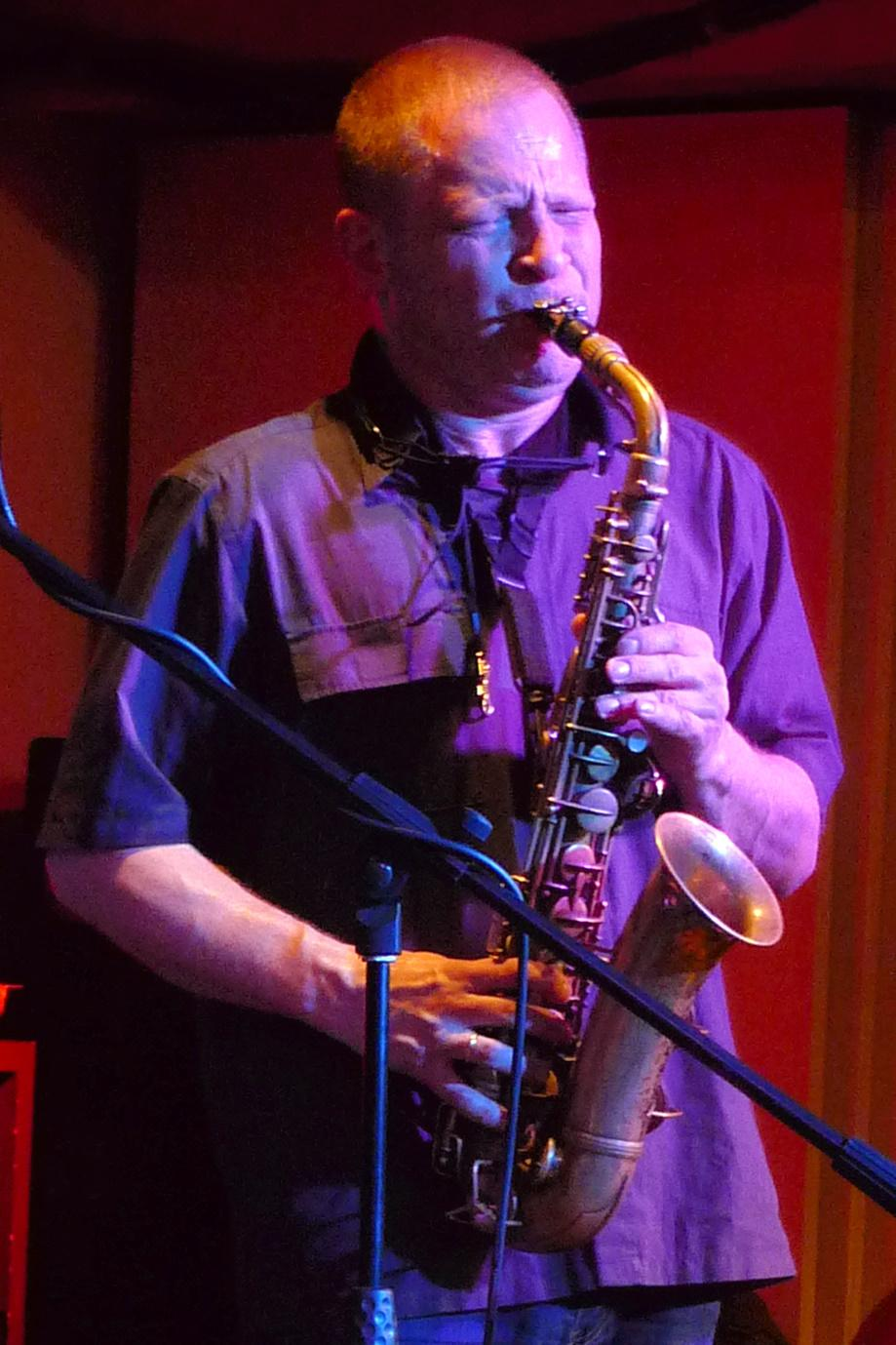
Trzaska bei einem Konzert (2011)

Diese Diskografie ist eine Übersicht über die Tonträger des Saxophonisten und Klarinettisten Mikołaj Trzaska. Sie umfasst eine Vielzahl von Alben verschiedener Musikgenres, an denen er als Solomusiker, Leader oder Gast beteiligt war. Die hier präsentierte Zusammenstellung umfasst alle Alben, an denen Trzaska mitwirkte, mit Ausnahme von Kompilations-Alben. Hervorgehoben wurden Alben, die unter Trzaskas Namen veröffentlicht wurden sowie die von Bands, deren festes Mitglied er war/ist. Sonstige reguläre Aufnahmen finden sich im Abschnitt Kollaborationen und sonstige Projekte. Zusätzlich gesondert aufgelistet sind Gastauftritte, Film- sowie Theatermusiken.

## Alben unter eigenem Namen
| VÖ   | Aufnahme  | Titel                       | Musiklabel                  | Anmerkungen |
| ---- | --------- | --------------------------- | --------------------------- | --- |
| 1996 | 1995      | Cześć cześć cześć cześć     | GOWI Records                | mit Tomasz Hesse (Bass), Szymon Rogiński (Didgeridoo), Jacek Olter (Schlagzeug), Jolita Cieślikiewicz (Keyboards) |
| 2001 |           | Pieszo                      | Kilogram Records            | ausgebaute Versionen von für Theater und Film komponierten Stücken |
| 2003 | 2003      | Критичнi днi                | Atlantik Kijow              | mit Abbas Zulfugarov, Mysko Barbara, Sergiej Kondratiev, Galina Brieslanic |
| 2004 | 2003      | Danziger Straßenmusik       | Kilogram Records            | mit Marcin Oleś (Bass), Bartłomiej Oleś (Perkussionsinstrumente); aufgenommen bei einem Straßenkonzert in Danzig |
| 2007 | 2001–2005 | Kantry                      | Kilogram Records            | mit Andrzej Stasiuk (Stimme), Abbas Zulfugarof (Bass), Olo Walicki (Bass), Johannes Fischer (Bass), Jarosław Czarnecki (Schlagzeug), Paul Wirkus (Schlagzeug), Tomasz Gwinciński (Schlagzeug), Jarogniew Mirewski (Keyboards)                     |
| 2010 | 2009      | Dark House                  | Kilogram Records            | Soundtrack zu Wojciech Smarzowskis Film Dom zły; mit Clementine Gasser (Cello), Clayton Thomas (Bass), Michael Zerang (Schlagzeug), Tomasz Szwelnik (Klavier)                                                                                     |
| 2013 | 2012      | Gra Różę                    | Kilogram Records            | Live-Aufnahme (Off Festival) der Musik aus Wojciech Smarzowskis Film Róża; mit Michał Górczyński (Klarinette), Paweł Szamburski (Klarinette), Wacław Zimpel (Klarinette), Adam Żuchowski (Bass), Mike Majkowski (Bass), Paweł Szpura (Schlagzeug) |
| 2016 |           | Delta Tree                  | Kilogram Records            | solo |
| 2016 | 2015      | Muzyka z filmu Wołyń        | Wydawnictwo Polskiego Radia | Soundtrack zu Wojciech Smarzowskis Film Sommer 1943 – Das Ende der Unschuld (Wołyń); mit der Orkiestra Klezmerska Teatru Pogranicza aus Sejny |
| 2019 |           | Music From the Movie “Kler” | Kilogram Records            | Soundtrack zu Wojciech Smarzowskis Film Kler |
| 2020 |           | Nie Promised Land           | Don’t Sit In My Vinyl!      | solo; Lathe-Cut-Vinyl EP |
| 2022 | 2021      | Goats’ Ghost                | Kilogram Records            | solo |
| 2024 | 2023      | Eternity for a While        | Instant Classic             | solo |

## Mit Miłość
| VÖ   | Aufnahme | Titel                        | Musiklabel     | Anmerkungen                                                                                   |
| ---- | -------- | ---------------------------- | -------------- | --------------------------------------------------------------------------------------------- |
| 1993 | 1992     | Miłość                       | GOWI Records   | Re-Release bei Biodro Records 2008                                                            |
| 1994 | 1994     | Taniec smoka                 | GOWI Records   | Re-Release bei Biodro Records 2009                                                            |
| 1995 | 1994     | Not Two                      | GOWI Records   | mit Lester Bowie; aufgenommen live bei der Poznań Jazz Fair; Re-Release bei Yass Records 2011 |
| 1996 | 1995     | Asthmatic                    | GOWI Records   | Titel Anspielung auf Astigmatic                                                               |
| 1997 | 1997     | Muzyka do filmu „Sztos“      | GOWI Records   | Soundtrack zum Film Sztos, zusammen mit Tymon i Trupy                                         |
| 1999 | 1997     | Talkin’ About Life and Death | Biodro Records | mit Lester Bowie                                                                              |
| 2022 | 1997     | Live in Gdynia               | AC Records     | mit Lester Bowie; limitierte Vinyl-Ausgabe                                                    |

## Mit Łoskot
| VÖ   | Aufnahme | Titel                 | Musiklabel         | Anmerkungen |
| ---- | -------- | --------------------- | ------------------ | --- |
| 1995 | 1994     | Koncert w Mózgu       | Polonia Records    | Live-Album, aufgenommen in Bydgoszcz; mit Szymon Rogiński (Didgeridoo), Olo Walicki (Bass), Jacek Olter (Schlagzeug), Jacek Majewski (Perkussionsinstrumente) |
| 1998 | 1996     | Amariuch              | Multikulti Project | mit Olo Walicki (E-Bass), Szymon Rogiński (Didgeridoo, Säge), Tomasz Gwinciński (Schlagzeug), Piotr Pawlak (Gitarre)                                          |
| 2000 | 1999     | Śmierdzące kwiatuszki | Folk               | aufgenommen live in Zakopane; mit Olo Walicki (Bass), Piotr Pawlak (Gitarre), Tomasz Gwinciński (Schlagzeug)                                                  |
| 2005 | 2002     | Sun                   | MIT Edition        | mit Olo Walicki (Bass), Piotr Pawlak (Gitarre, Mix), Tomasz Gwinciński (Schlagzeug); stark digital bearbeitet von Pawlak                                      |

## Mit Ircha Clarinet Quartet
Besetzung: Trzaska, Michał Górczyński, Paweł Szamburski, Wacław Zimpel
| VÖ   | Aufnahme | Titel             | Musiklabel         | Anmerkungen                                                    |
| ---- | -------- | ----------------- | ------------------ | -------------------------------------------------------------- |
| 2011 | 2009     | Lark Uprising     | Multikulti Project | mit Joe McPhee; aufgenommen live beim Tzadik Poznań Festiwal   |
| 2012 | 2011     | Watching Edvard   | Kilogram Records   | –                                                              |
| 2012 | 2011     | Zikaron – Lefanay | Kilogram Records   | aufgenommen live beim Festival of New Jewish Music in Warschau |
| 2014 | 2013     | Black Bones       | Kilogram Records   | 2-teiliges Album (Studio-CD und Live-CD)                       |

## Mit Shofar
Besetzung: Trzaska, Raphael Rogiński, Macio Moretti
| VÖ   | Aufnahme | Titel                   | Musiklabel                              | Anmerkungen                                                                                             |
| ---- | -------- | ----------------------- | --------------------------------------- | --- |
| 2007 | 2007     | Shofar                  | Kilogram Records                        | Kompositionen von Mosche Beregowski                                                                     |
| 2013 | 2009     | Ha-huncvot              | Kilogram Records                        | – |
| 2014 | 2012     | Live at Powiększenie    | Kilogram Records                        | Live-DVD, aufgenommen in Warschau                                                                       |
| 2015 | 2013     | Gold of Małkinia        | Kilogram Records                        | Live-Album, aufgenommen in Chicago; veröffentlicht nur auf Schallplatte anlässlich des Record Store Day |
| 2021 | 2020     | Right Before It Started | Gusstaff Records, Don’t Sit On My Vinyl | veröffentlicht nur als Schallplatte (12" + 8")                                                          |

## Mit The Resonance Ensemble
Besetzung: Ken Vandermark, Trzaska, Dave Rempis, Magnus Broo, Mark Tokar, Michael Zerang, Per Åke Holmlander, Steve Swell, Tim Daisy, Wacław Zimpel
| VÖ   | Aufnahme | Titel                              | Musiklabel      | Anmerkungen                            |
| ---- | -------- | ---------------------------------- | --------------- | -------------------------------------- |
| 2008 | 2007     | Resonance                          | Not Two Records | aufgenommen live in Lwiw               |
| 2011 | 2009     | Kafka in Flight                    | Not Two Records | –                                      |
| 2012 | 2011     | What Country Is This?              | Not Two Records | –                                      |
| 2013 | 2012     | Head Above Water, Feet Out of Fire | Not Two Records | Doppel-Album mit Studio-CD und Live-CD |
| 2015 | 2013     | Double Arc                         | Not Two Records | –                                      |

## Kollaborationen und sonstige Projekte
| VÖ   | Aufnahme      | Interpret | Titel                                                       | Musiklabel                        | Anmerkungen |
| ---- | ------------- | --- | ----------------------------------------------------------- | --------------------------------- | --- |
| 1995 | 1994          | Variété | Koncert „Teatr Stu“                                         | Music Corner Records              | mit Wojciech Woźniak, Marek Maciejewski, Tomasz Dorn, Grzegorz Kaźmierczak; aufgenommen live |
| 1996 | 1996          | Tymon i Trupy | Songs for Genpo                                             | Music Corner Records              | mit Tymon Tymański, Tomasz Hesse, Jacek Olter, Marta Handschke |
| 1998 | 1996          | NRD | Sport i religia                                             | Not Two Records                   | mit Mazzoll, Tymon Tymański, Jacek Olter; aufgenommen live bei den Gdynia Summer Jazz Days |
| 1999 |               | Świetlicki i Trzaska | Cierpienie i wypoczynek                                     | Biodro Records                    | mit Marcin Dymiter |
| 1999 | 1999          | The Users | Nie idź do pracy                                            | C.O.D.E. Records                  | mit Tymon Tymański, Jacek Olter, Robert Brylewski, Milo Kurtis, Marcin Świetlicki; aufgenommen live in Warschau                                                                                   |
| 2000 | 2000          | Rogulus X Szwelas Project & Mikołaj Trzaska                                                                                  | Afferico                                                    | TNS Records                       | – |
| 2001 |               | Ostrowski & Trzaska | Ostrza                                                      | Tutam                             | Samples aus den Aufnahmen später als Cut with the Blade von Ubik bei DisFish netlabel (2006) und Recycling Records (2008) veröffentlicht                                                          |
| 2002 | 2001          | Oleś / Trzaska / Oleś | Mikro Muzik                                                 | Kilogram Records                  | – |
| 2002 | 2002          | Various Artists | Łódź Kaliska – Concert                                      | Kilogram Records                  | Trzaska mit Ziut Gralak auf Z Angelicą Wąsik |
| 2002 |               | Rogulus X Szwelas Project & Mikołaj Trzaska                                                                                  | Koso Vosok                                                  | TNS Records                       | – |
| 2003 | 2002          | Oleś / Trzaska / Oleś | La Sketch Up                                                | Kilogram Records                  | – |
| 2004 | 2004          | Trzaska / Friis / Uuskyla | Unforgiven North                                            | Kilogram Records                  | aufgenommen live in Danzig |
| 2004 | 2003          | Bassisters Orchestra | Live at Wrzeszcz                                            | Asfalt Records                    | mit Fisz, Emade, Wojciech Mazolewski, Macio Moretti und Bunio; Live-EP, aufgenommen in Danzig |
| 2005 | 2003          | Oleś / Trzaska / Oleś / Jean-Luc Cappozzo                                                                                    | Suite For Trio +                                            | Fenom Media                       | – |
| 2005 | 2003          | Andruchowycz / Trzaska / Moretti / Mazolewski                                                                                | Andruchoid                                                  | Kilogram Records                  | Gedicht-Rezitationen Jurij Andruchowytschs mit Begleitung |
| 2005 | 2004          | Trzaska / Wirkus | Noc                                                         | Kilogram Records                  | inspiriert von Andrzej Stasiuks Noc. Słowiańsko-germańska tragifarsa medyczna |
| 2005 | 2005          | North Quartet | Malamute                                                    | Kilogram Records                  | mit Peter Brötzmann, Peter Friis Nielsen, Peeter Uuskyla; aufgenommen live in Danzig |
| 2006 |               | Mikołaj Trzaska & Adam Witkowski                                                                                             | Mikołaj Trzaska & Adam Witkowski                            | self-release von Witkowski        | – |
| 2006 | 2004          | Trzaska / Friis / Uuskyla | Orangeada                                                   | Kilogram Records                  | – |
| 2006 | 2004–2006     | Bassisters Orchestra | Numer jeden                                                 | Asfalt Records                    | mit Gastauftritt von Rob Mazurek |
| 2007 | 2006          | Volume | Æter                                                        | Ninth World Music                 | mit Peter Friis Nielsen, Peter Ole Jørgensen |
| 2008 | 2006          | Joe McPhee / Mikołaj Trzaska / Jay Rosen                                                                                     | Intimate Conversations                                      | Not Two Records                   | aufgenommen live in Krakau |
| 2009 |               | McPhee / Duval / Rosen / Trzaska                                                                                             | Magic                                                       | Not Two Records                   | – |
| 2010 | 2008          | Brötzmann / Bauer / Trzaska                                                                                                  | Goosetalks                                                  | Kilogram Records                  | aufgenommen live in Posen |
| 2011 | 2003          | Noël Akchoté, Kuba Kossak, Macio Moretti, Mikołaj Trzaska, Patryk Zakrocki, Kostek Vsenko, Paweł Szamburski & Piotr Kaliński | Jazzgot: Six                                                | Noël Akchoté Downloads            | Trzaska auf Liedern 1–6; aufgenommen live; nur digital |
| 2011 | 2003          | Noël Akchoté, Mikołaj Trzaska & Michał Gos                                                                                   | Jazzgot: Four                                               | Noël Akchoté Downloads            | Trzaska auf Liedern 1, 4, 6–11; aufgenommen live; nur digital |
| 2011 | 2008 und 2010 | Trzaska / Szwelnik | Don’t Leave Us Home Alone                                   | Kilogram Records                  | – |
| 2011 | 2007          | Mikołaj Trzaska / Clementine Gasser / Michael Zerang                                                                         | Nadir & Mahora                                              | Kilogram Records                  | aufgenommen live in Krakau |
| 2011 | 2010          | Inner Ear | Breathing Steam                                             | Kilogram Records                  | mit Tim Daisy, Steve Swell, Per-Åke Holmlander |
| 2011 | 2009          | Volume | Tungt Vand                                                  | Ninth World Records               | aufgenommen live |
| 2011 | 2010          | Reed Trio | Last Train to the First Station                             | Kilogram Records                  | mit Ken Vandermark und Wacław Zimpel; aufgenommen live in Danzig |
| 2012 | 2011          | Mikołaj Trzaska / Olie Brice / Mark Sanders                                                                                  | Riverloam Trio                                              | NoBusiness Records                | limitierte Auflage |
| 2012 | 2002–2003     | TASEE | SOL                                                         | Wefrec                            | Trzaska mit Marek Grzesica; TASEE = Trzaska and Seed Electronic Ensamble, SOL = Sun Over Lake; Trzaskas Aufnahmen von 2002, Grzesicas digitale Bearbeitung 2003                                   |
| 2012 |               | Remont Pomp | Złota platyna                                               | Kilogram Records                  | Zusammenarbeit mit einer Band von geistig Behinderten |
| 2013 | 2011–2012     | Mikołaj Trzaska / Devin Hoff / Michael Zerang                                                                                | Sleepless in Chicago                                        | NoBusiness Records                | limitierte Auflage |
| 2013 |               | Mikołaj Trzaska / Jeppe Højgaard / Adam Melbye / Rune Lohse                                                                  | Live at Mayhem                                              | 7 Records                         | Sammler-Auflage |
| 2013 | 2011–2012     | Inner Ear | Return From the Centre of Earth                             | Bocian Records                    | – |
| 2014 | 2012          | Trzaska / Mazur / Pándi | Tar & Feathers                                              | Gusstaff Records                  | mit Rafał Mazur, Balázs Pándi; aufgenommen live in Budapest |
| 2014 | 2012          | Tim Daisy & Mikołaj Trzaska                                                                                                  | In This Moment                                              | Relay Recordings                  | nur digital |
| 2014 | 2012          | Riverloam Trio | Inem Gortn                                                  | FMR Records                       | – |
| 2014 |               | Harold Rubin / Mikołaj Trzaska / Nadav Masel                                                                                 | Ten Chamber Kingdoms                                        | Jazzis Records                    | – |
| 2015 |               | Rimbaud | Rimbaud                                                     | Gusstaff Records                  | mit Michał Jacaszek, Tomasz Budzyński |
| 2015 |               | The Wild Mans Band | Fredensborg                                                 | Ninth World Records               | mit Peter Brötzmann, Peter Friis Nielsen, Peter Ole Jørgensen |
| 2015 |               | Mikołaj Trzaska, Jacek Mazurkiewicz                                                                                          | Runo                                                        | AltaNova Press                    | limitierte 8"-EP |
| 2015 | 2014          | Langfurtka | Langfurta Einzka                                            | ArtBazaar Records                 | mit Adam Witkowski; limitierte Vinyl-Ausgabe |
| 2015 | 2011          | Langfurtka | Split                                                       | BDTA                              | gemeinsames Album von Langfurtka (Trzaska und Adam Witkowski) und Wolność, aufgenommen im Rahmen von 14. Biennale Sztuki Mediów WRO                                                               |
| 2016 |               | Trzaska / Mazurkiewicz | Nightly Forester                                            | MultiKulti Project                | – |
| 2016 | 2016          | Parker / Trzaska / Edwards / Sanders                                                                                         | City Fall – Live at Café OTO                                | Fundacja Słuchaj                  | – |
| 2016 |               | Remont Pomp feat. Mikołaj Trzaska                                                                                            | Pomp Power                                                  | Kilogram Records                  | – |
| 2016 | 2015          | Langfurtka | Live at The Artist 2015                                     | self-released                     | nur digital verfügbar |
| 2017 | 2016          | Trzaska / Glawischnig / Harnik / Oberleitner / Ziegenhofer                                                                   | Trzaska / Glawischnig / Harnik / Oberleitner / Ziegerhofer  | Klopotec                          | – |
| 2017 | 2016          | Mikołaj Trzaska & Vasco Trilla                                                                                               | Catapulta de Pols d’estrelles                               | Fundacja Słuchaj!                 | – |
| 2018 | 2016          | Mikołaj Trzaska & Seymour Wright                                                                                             | 12.9.16                                                     | Otoroku                           | nur digital erhältlich |
| 2018 |               | Mikołaj Trzaska / Rafał Mazur / Peter Ole Jørgensen                                                                          | Jellyspace                                                  | Not Two Records                   | nur auf Vinyl erhältlich |
| 2018 | 2017          | Riverloam Trio | Live at the Alchemia                                        | Kilogram Records                  | – |
| 2018 | 2018          | Details in the Air | Open Containers                                             | Kilogram Records                  | mit Ken Vandermark, Michał Górczyński |
| 2018 | 2017          | Joe McPhee / Mikołaj Trzaska                                                                                                 | More Intimate Conversation                                  | Kilogram Records                  | aufgenommen live in Seattle |
| 2019 | 2018          | Details in the Air | Totaal                                                      | Kilogram Records                  | aufgenommen live in Gdańsk |
| 2019 |               | Langfurtka | Wresten Zweika                                              | thisisnotarecord                  | – |
| 2019 | 2018          | Trzaska / Mazurkiewicz / Szpura                                                                                              | North Meridian                                              | Plank Tone Records                | – |
| 2019 | 2013          | Rune Lohse | Mikołaj Trzaska / Adam Melbye / Jeppe Højgaard / Rune Lohse | Gotta Let It Out                  | Teil eines 7-Alben-Projekts; Vinyl |
| 2020 | 2018          | Various Artists | Not Two… But Twenty                                         | Not Two Records                   | limitiertes Vinyl-Album zum 20-jährigen Bestehen von Not Two Records; 2 Lieder mit Mats Gustafsson, Per-Åke Holmlander, Peter Brötzmann, Agustí Fernández, Joëlle Léandre und Rafał Mazur         |
| 2020 |               | Andrzej Stasiuk / Mikołaj Trzaska / Raphael Rogiński / Paweł Szpura                                                          | Grochów głosem                                              | Kilogram Records                  | Stasiuk liest aus seinem Buch Grochów sowie aus seinen Kolumnen im Tygodnik Powszechny |
| 2020 |               | Nagrobki feat. Mikołaj Trzaska                                                                                               | Ostatnie Święta                                             | Nagrobki                          | einzelnes Lied (digitale Single) |
| 2021 |               | Opla / Stasiuk / Trzaska | Opla Stasiuk Trzaska                                        | Mystic Production                 | Opla: Hubert Zemler, Piotr Bukowski |
| 2021 |               | Ignacy Wiśniewski | Duos                                                        | Hevhetia                          | mit Olo Walicki, Michał Bryndal, Marcin Januszkiewicz |
| 2022 | 2021          | Mikołaj Trzaska / Petr Vrba / Mark Tokar / Balázs Pándi                                                                      | Malá Pardubická Vol. 1                                      | Don’t Sit on My Vinyl             | Vinyl, limitiert |
| 2022 | 2021          | Mikołaj Trzaska / Petr Vrba / Mark Tokar / Balázs Pándi                                                                      | Malá Pardubická Vol. 2                                      | Don’t Sit on My Vinyl             | 5"-Vinyl |
| 2022 | 2021          | Mikołaj Trzaska / Petr Vrba / Mark Tokar / Balázs Pándi                                                                      | Malá Pardubická Vol. 3                                      | Don’t Sit on My Vinyl             | 7"-Vinyl |
| 2022 | 2021          | Mikołaj Trzaska / Petr Vrba / Mark Tokar / Balázs Pándi                                                                      | Malá Pardubická Vol. 4                                      | Gustaff Records                   | CD |
| 2022 |               | Ślina / Trzaska | Ślina Trzaska                                               | Gustaff Records                   | – |
| 2023 |               | Remont Pomp / Mikołaj Trzaska / Adam Żuchowski                                                                               | Sam jesteś pompa Vol. 1                                     | Kilogram Records                  | – |
| 2023 |               | Remont Pomp / Mikołaj Trzaska / Adam Żuchowski                                                                               | Sam jesteś pompa Vol. 2                                     | Kilogram Records, Gustaff Records | nur Vinyl |
| 2023 | 2019          | Steve Swell | Dances With Questions                                       | Not Two Records                   | – |
| 2024 | 1999          | Yass Big Band | imMATHEMatics                                               | S7 Records                        | Aufnahmen von VII Gdynia Summer Jazz Days ’99; mit Jerzy Mazzoll, Olo Walicki, Jacek Olter, Piotr Pawlak, Tomasz Gwinciński, Tymon Tymański, Jacek Majewski, Włodzimierz Kiniorski, Antoni Gralak |
| 2024 | 2024          | Mikołaj Trzaska / Ingebrigt Håker Flaten / Paal Nilssen Love                                                                 | Last Temple Vol. 1                                          | Don’t Sit On My Vinyl!            | 9"-Vinyl, limitiert |
| 2024 | 2024          | Mikołaj Trzaska / Ingebrigt Håker Flaten / Paal Nilssen Love                                                                 | Last Temple Vol. 2                                          | Gustaff Records                   | CD |
| 2024 | 2024          | Mikołaj Trzaska / Ingebrigt Håker Flaten / Paal Nilssen Love                                                                 | Last Temple Vol. 3                                          | Gustaff Records                   | Vinyl |

## Gastauftritte
| VÖ   | Aufnahme  | Interpret                                          | Titel                                             | Musiklabel                                                                                            | Anmerkungen                                                                                               |
| ---- | --------- | -------------------------------------------------- | ------------------------------------------------- | --- | --- |
| 1995 |           | Big Cyc                                            | Golonka, flaki i inne przysmaki                   | Silverton                                                                                             | – |
| 1996 | 1994–1995 | Bielizna                                           | Pani Jola                                         | Sonic Records                                                                                         | – |
| 1996 |           | Świetliki                                          | Cacy Cacy Fleischmaschine                         | Music Corner Records                                                                                  | – |
| 1997 |           | Various Artists                                    | Cały ten yass!                                    | Jazz Forum                                                                                            | CD-Beilage zu einer Jazz-Forum-Ausgabe; Trzaska als Mitglied von Łoskot, Miłość, Masło, Trupy und NRD     |
| 1999 |           | Czan                                               | Samsara                                           | Biodro Records                                                                                        | – |
| 2000 | 2000      | Nosowska                                           | Sushi                                             | Mercury Records                                                                                       | – |
| 2000 | 2000      | Kobiety                                            | Kobiety                                           | Biodro Records                                                                                        | auf drei Liedern; Re-Releases 2008 (Biodro Records) und 2014 (Thin Man Records)                           |
| 2001 |           | Kolenda                                            | Tango Czarnych Łabędzi                            | Folk                                                                                                  | – |
| 2002 |           | Oczi Cziorne, Świetliki, 131 metrów, Antoni Gralak | Koncert                                           | Kilogram Records                                                                                      | – |
| 2002 |           | Various Artists                                    | Gdynia Blues                                      | Colosseum Concert Agency                                                                              | mit Miłość                                                                                                |
| 2004 |           | 100nka                                             | Zimna płyta                                       | Not Two Records                                                                                       | auf vier Liedern                                                                                          |
| 2004 | 2003–2004 | Kobiety                                            | Pozwól sobie                                      | Mandarynka                                                                                            | – |
| 2004 |           | Various Artists                                    | Penderecki… jazz                                  | Era Jazzu                                                                                             | mit den Brüdern Oleś                                                                                      |
| 2004 |           | Various Artists                                    | Radio Świetlicki                                  | Lampa                                                                                                 | CD-Beilage zu einer Ausgabe der Zeitschrift Lampa; mit Cezary Ostrowski und Jurij Andruchowytsch          |
| 2006 |           | Various Artists                                    | Jacek Olter                                       | Polskie Radio                                                                                         | unter eigenem Namen sowie zusammen mit Paul Wirkus und Czarne ciasteczka; Gedächtnisalbum für Jacek Olter |
| 2006 |           | Various Artists                                    | First Time! Last Time? Jazz Juniors 1976–2006     | Stowarzyszenie Rotunda                                                                                | mit Miłość                                                                                                |
| 2008 |           | Voice_Electronic Duo                               | VED                                               | Monotype Records                                                                                      | – |
| 2008 |           | Galago                                             | Er                                                | Kamahuk                                                                                               | mit Michał und Jan Erszkowski                                                                             |
|      | Pulsarus  | FAQ                                                | Biodro Records                                    | mit Dominik Strycharski, Aleksander Papierz, Jakub Rutkowski und (ebenfalls als Gast) Adam Pierończyk | |
| 2009 |           | Various Artists                                    | MFP01 (Exploratory Music from Poland 01)          | AudioTONG                                                                                             | CD-Beilage zu einer The Wire-Ausgabe; mit Clementine Gasser und Michael Zerang                            |
| 2010 |           | Samorządowcy                                       | Les Danses Macabre                                | ArtBasaar Records                                                                                     | limitierte Auflage                                                                                        |
| 2013 | 2012–2013 | Trupa Trupa                                        | ++                                                | self-release                                                                                          | – |
| 2013 |           | Samorządowcy                                       | Samorządowcy                                      | Oficyna Biedota                                                                                       | limitierte Kassetten-Auflage                                                                              |
| 2014 | 2014      | Ola Bilińska                                       | Berjozkele (Kołysanki jidysz – Yiddish Lullabies) | Żydowski Instytut Historyczny                                                                         | Live-Aufnahme                                                                                             |
| 2014 |           | Various Artists                                    | PL2UA                                             | – | mit Tomasz Sowiński, Adam Żuchowski; eine Unterstützungs-CD für den Euromaidan                            |
| 2014 |           | Various Artists                                    | Męskie granie                                     | Polskie Radio                                                                                         | mit Rimbaud                                                                                               |
| 2015 | 2014      | Brzoska / Gawroński                                | Słońce, lupa i mrówki                             | Wydawnictwo Wojewódzkiej Biblioteki Publicznej i Centrum Animacji Kultury W Poznaniu                  | – |
| 2015 |           | Nagrobki                                           | Stan prac                                         | BDTA                                                                                                  | limitierte Auflage                                                                                        |
| 2015 |           | Various Artists                                    | Nowe idzie od morza                               | noweidzieodmorza                                                                                      | unter eigenem Namen sowie mit Ampacity                                                                    |
| 2017 |           | Nagrobki                                           | Granit                                            | BDTA                                                                                                  | limitierte Auflage                                                                                        |
| 2017 | 2015–2016 | Stefan Węgłowski                                   | Contemporary Jewish Music                         | Kairos                                                                                                | – |
| 2018 |           | Per Åke Holmlander                                 | Carliot – It’s Never Too Late Orchestra           | Not Two Records                                                                                       | auf Saxophone Madness, Inner Ear #5, 1:st Attempt… #1–#8                                                  |
| 2018 |           | Drekoty                                            | Lub Maszyna Dzika Trawa                           | Thin Man Records                                                                                      | auf Liście, Spacer                                                                                        |
| 2018 |           | Wolność                                            | Outlines                                          | thisisnotarecord                                                                                      | Wolność = Adam Witkowski                                                                                  |
| 2018 | 2017      | Orkiestra Klezmerska Teatru Sejneńskiego           | Orkiestra Klezmerska Teatru Sejneńskiego          | Fundacja Pogranicze                                                                                   | – |
| 2019 |           | Olo Walicki / Jacek Prościński                     | Llovage                                           | Gustaff Records                                                                                       | auf Katorga                                                                                               |
| 2019 |           | Cinemon                                            | The Worst Band in the World                       | Chodzą Słuchy Records                                                                                 | Single |
| 2020 |           | Nagrobki                                           | Pod Ziemią                                        | thisisnotarecord                                                                                      | – |
| 2024 |           | Aquavoice                                          | Flow                                              | Audio Cave                                                                                            | auf Dukla, Silent Meetings, Solar Hieroglyphics                                                           |

## Filmmusik
| Jahr | Titel                                       | Regisseur(e)                    | Anmerkungen                                                             |
| ---- | ------------------------------------------- | ------------------------------- | ----------------------------------------------------------------------- |
| 1997 | Sztos                                       | Olaf Lubaszenko                 | mit Miłość                                                              |
| 1998 | Dlaczego? Wyprawa na Mount Vinson           | Iwona Bartólewska               | Dokumentarfilm                                                          |
| 2000 | List do syna                                | Iwona Bartólewska               | Dokumentarfilm                                                          |
| 2000 | Drogówka                                    | Wojciech Smarzowski             | TV-Dokumentarfilm                                                       |
| 2001 | Buty                                        | grupa artystyczna Łódź Kaliska  | –                                                                       |
| 2008 | Szklana pułapka                             | Paweł Ferdek                    | Dokumentarfilm                                                          |
| 2008 | Obcy VI                                     | Borys Lankosz                   | –                                                                       |
| 2009 | Dom zły                                     | Wojciech Smarzowski             | später herausgegeben als Dark House                                     |
| 2011 | Róża                                        | Wojciech Smarzowski             | erneut eingespielt und herausgegeben als Mikołaj Trzaska gra Różę       |
| 2012 | Errata                                      | Arkadiusz Biedrzycki            | –                                                                       |
| 2013 | Drogówka                                    | Wojciech Smarzowski             | –                                                                       |
| 2013 | Powroty Agnieszki H.                        | Krystyna Krauze, Jacek Petrycki | Dokumentarfilm                                                          |
| 2014 | Pod Mocnym Aniołem                          | Wojciech Smarzowski             | –                                                                       |
| 2014 | Mleczny brat                                | Vahram Mkhitaryan               | Kurzfilm                                                                |
| 2015 | Koniec świata                               | Monika Pawluczuk                | Dokumentarfilm                                                          |
| 2016 | Józio, chodź do domu                        | Marcin Chłopaś                  | Dokumentarfilm                                                          |
| 2016 | Sommer 1943 – Das Ende der Unschuld (Wołyń) | Wojciech Smarzowski             | 2017 mit dem Polnischen Filmpreis für die beste Filmmusik ausgezeichnet |
| 2017 | Ar putām uz lūpām                           | Jānis Nords                     | –                                                                       |
| 2018 | Oitkos                                      | Babis Makridis                  | –                                                                       |
| 2018 | Kler                                        | Wojciech Smarzowski             | 2019 mit dem Polnischen Filmpreis für die beste Filmmusik ausgezeichnet |
| 2021 | Dowód tożsamości                            | Mikołaj Grynberg                | Kurzfilm                                                                |
| 2021 | Inkluzja                                    | Marcin Makara                   | Kurzfilm                                                                |
| 2021 | Klangor                                     | Kacper Wysocki                  | TV-Serie                                                                |
| 2021 | Wesele                                      | Wojciech Smarzowski             | –                                                                       |

## Theatermusik
| Jahr | Titel                               | Regisseur(e)                                                     | Theater                                  | Anmerkungen                                                                                         |
| ---- | ----------------------------------- | ---------------------------------------------------------------- | ---------------------------------------- | --------------------------------------------------------------------------------------------------- |
| 2000 | Muchy                               | Łukasz Wylężałek                                                 | Teatr Telewizji                          | basierend auf Büchern von Andrzej Stasiuk, ausgestrahlt im Teatr Telewizji des Polnischen Rundfunks |
| 2000 | Anioł zstąpił do Babilonu           | Julia Wernio                                                     | Teatr Miejski in Gdynia                  | –                                                                                                   |
| 2001 | Romeo i Julia                       | Julia Wernio                                                     | Teatr Miejski in Gdynia                  | –                                                                                                   |
| 2001 | Kuracja                             | Wojciech Smarzowski                                              | Teatr Telewizji                          | basierend auf einem Buch von Jacek Głębski                                                          |
| 2002 | Ptaki                               | Mirosław Kocur                                                   | Theater in Kalisz                        | basierend auf Die Vögel von Aristophanes                                                            |
| 2002 | Magnolia                            | Leszek Bzdyl                                                     | –                                        | Tanztheater                                                                                         |
| 2003 | Dowód mojej tożsamości              | Agnieszka Olsten                                                 | Teatr Miejski in Gdynia                  | –                                                                                                   |
| 2003 | Dni krytyczne                       | Switlana Oleszko                                                 | Theater „Arabeska“ in Charkiw            | –                                                                                                   |
| 2004 | Kilka błyskotliwych spostrzeżeń     | Leszek Bzdyl                                                     | –                                        | Tanztheater                                                                                         |
| 2004 | Odys seas                           | Leszek Bzdyl, Robert Rumas                                       | –                                        | Tanztheater                                                                                         |
| 2005 | Nacht                               | Mikołaj Grabowski                                                | Düsseldorfer Schauspielhaus              | basierend auf einem Drama von Andrzej Stasiuk                                                       |
| 2005 | Kraksa                              | Wojciech Smarzowski                                              | Stary Teatr in Krakau                    | basierend auf Die Panne von Friedrich Dürrenmatt                                                    |
| 2005 | Illegal                             | Anna Badora                                                      | Düsseldorfer Schauspielhaus              | basierend auf einem Drama von Jurij Andruchowytsch                                                  |
| 2006 | Cztery kawałki tortu                | Wojciech Smarzowski                                              | Teatr Telewizji                          | –                                                                                                   |
| 2008 | Faktor T                            | Leszek Bzdyl                                                     | –                                        | Tanztheater                                                                                         |
| 2009 | Czekając na Turka                   | Andrzej Grabowski                                                | Stary Teatr in Krakau                    | basierend auf einem Drama von Andrzej Stasiuk                                                       |
| 2009 | Czerwona trawa                      | Leszek Bzdyl, Katarzyna Chmielewska                              | –                                        | Tanztheater                                                                                         |
| 2010 | La Sacre                            | Leszek Bzdyl, Katarzyna Chmielewska                              | –                                        | Tanztheater                                                                                         |
| 2011 | Duety nieistniejące                 | Leszek Bzdyl, Katarzyna Chmielewska                              | –                                        | Tanztheater                                                                                         |
| 2012 | Przyrzecze                          | Karolina Adamczyk-Oleszczuk, Agata Skwarczyńska, Aneta Jankowska | –                                        | Tanztheater                                                                                         |
| 2014 | Kupiec wenecki                      | Paweł Łysak                                                      | Teater Osterwy in Lublin                 | zusammen mit Stefan Węgłowski; basierend auf Kaufmann von Venedig von William Shakespeare           |
| 2014 | Transmigrazione di fermenti d’amore | Leszek Bzdyl, Katarzyna Chmielewska                              | –                                        | Tanztheater                                                                                         |
| 2019 | Koniec wielkiej wojny               | Leszek Bzdyl                                                     | –                                        | zusammen mit Nagrobki; Tanztheater                                                                  |
| 2019 | Lolita                              | Tomasz Cyz                                                       | Teatr Nowy im. Kazimierza Dejmka in Łódź | –                                                                                                   |